# La Chapelle-Geneste
La Chapelle-Geneste település Franciaországban, Haute-Loire megyében. Lakosainak száma 111 fő (2022. január 1.). La Chapelle-Geneste La Chaise-Dieu, Cistrières, Connangles, Malvières, Mayres, Saint-Alyre-d’Arlanc és Saint-Sauveur-la-Sagne községekkel határos.

## Népesség
A település népességének változása:
| Lakosok száma | 247  | 151  | 139  | 141  | 123  | 113  | 110  | 109  | 110  | 111  |
|               | 1968 | 1982 | 1990 | 2006 | 2013 | 2015 | 2017 | 2019 | 2020 | 2022 |